# 阿波羅多洛斯撞擊坑
阿波羅多洛斯撞擊坑（英語：Apollodorus）是一個水星上的撞擊坑。

## 概要
阿波羅多洛斯撞擊坑位於卡洛里盆地內部的一系列放射狀地塹潘提翁槽溝中心附近。該撞擊坑的底部、環和內壁都有低反射率物質（Low Reflectance Material, LRM），這些物質是在形成該撞擊坑的撞擊事件時從覆蓋了卡洛里盆地中心較明亮的火山平原底下暴露出來的。
目前仍不清楚該撞擊坑在潘提翁槽溝的形成中扮演什麼角色，或者只是剛好形成在該槽溝系統中央；雖然並沒有槽溝切穿撞擊坑環，暗色的撞擊噴發物覆蓋了地塹的部分區域，代表阿波羅多洛斯撞擊坑在潘提翁槽溝形成之後才形成。此外，該撞擊坑稍微偏離（約40公里）了槽溝系統的中心。
該隕石坑命名自大馬士革的阿波羅多洛斯，是羅馬万神庙的建築師之一。